# Holland’s Leaguer

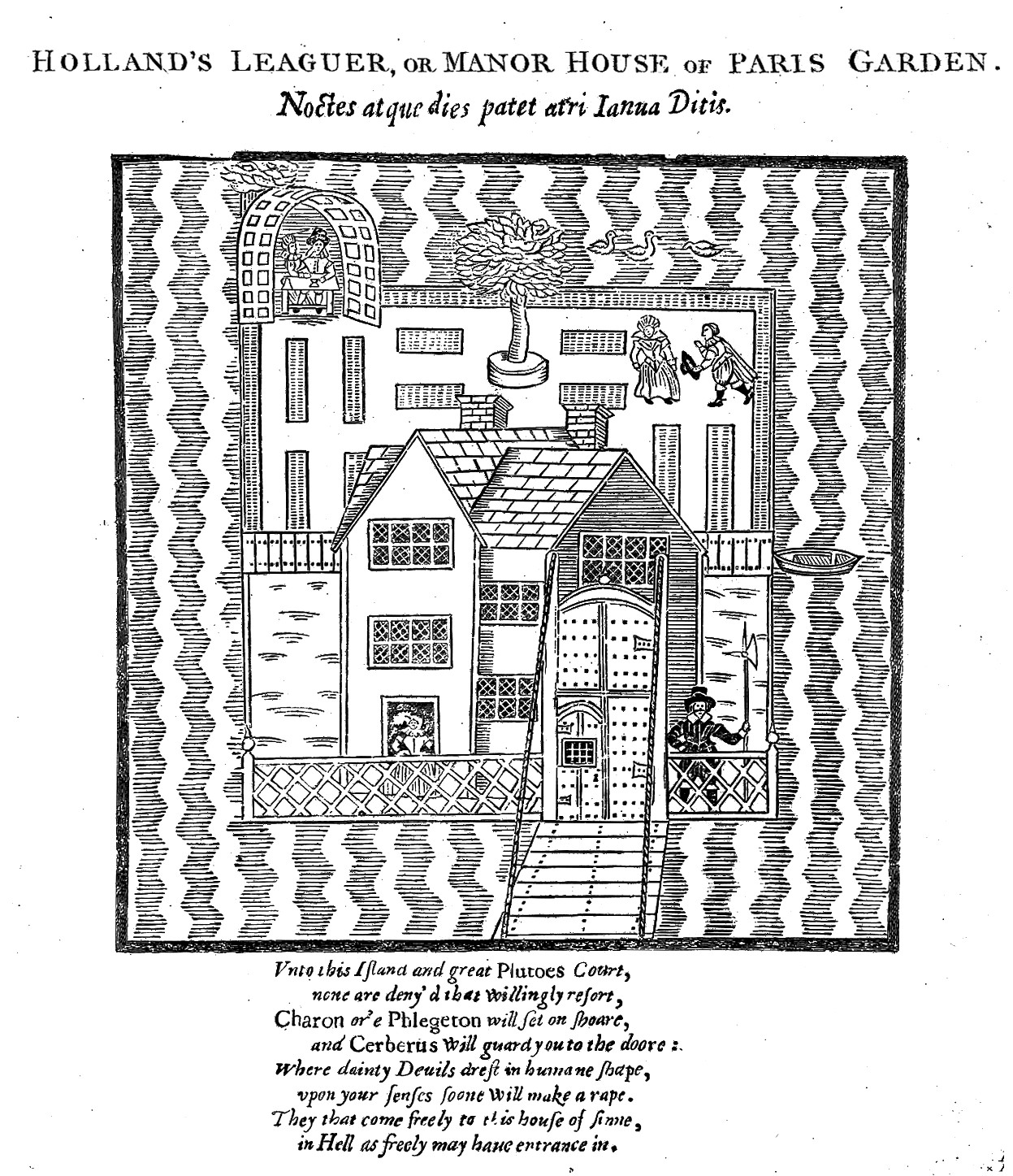
Holland’s Leaguer oder das Herrenhaus von Paris Garden

Holland’s Leaguer war der Name eines niederländisch-englischen Bordells in London zwischen 1603 und Januar 1632. Es gilt als das berühmteste Bordell im England des 17. Jahrhunderts.

## Das Etablissement
Das Holland’s Leaguer war ein hochpreisiges Etablissement, welches auch König Jakob I. und George Villiers, 1. Duke of Buckingham zu seinen Kunden zählte. Das Bordell wurde geführt von Elizabeth Bess Holland. (Sie ist nicht zu verwechseln mit der gleichnamigen, 1547 verstorbenen, Geliebten von Thomas Howard, 3. Duke of Norfolk.)
Sie war vermutlich mit einem Mann der Holland-Familie verheiratet, einem berüchtigten Unterweltclan zu Zeiten Elisabeth I. Es galt seinerzeit als gängig anzunehmen, dass man dort auf vorwiegend niederländische Prostituierte trifft. Durch die Begegnungen der englischen Soldaten mit niederländischen Prostituierten (oder auch normalen Liebschaften) im Achtzigjährigen Krieg galten holländische Frauen als der Inbegriff sexueller Freiheiten – vergleichbar hierzulande mit den beliebten  Darstellungen einschlägiger Natur aus Skandinavien der frühen 1970er Jahre oder der „französischen Liebe“ in den Jahrhunderten davor. Der Name „Leaguer“ (Feldlager) wurde daher bewusst gewählt. Das Interieur wurde dem belgischen Vorbild des Etablissements Schoen Majken in Brüssel nachempfunden. Es gab eine luxuriöse Ausstattung, gutes Essen, saubere Betttücher und moderne Sanitärbereiche.

## Ort
Das Holland’s Leaguer befand sich in einem vormaligen Herrenhauses („manor“) in Paris Garden, Southwark, nahe der Themse. Dieser Bezirk befand sich außerhalb der Jurisdiktion der City of London. Der Vorbesitzer, Francis Langley, ein Londoner Stoffprüfer und Kredithai (1548–1602), erbaute dort, neben Wohnhäusern, das vielbeachtete Swan Theater. Das Grundstück, einst Teil der Besitzungen des Templerklosters, bzw. anschließend Malteserordens von Bermondsey, kam nach der Auflösung der englischen Klöster in königlichen, dann in privaten Besitz. Es befand sich unterhalb der Hochwasserspiegels und in einem entsprechenden Zustand befand sich das Herrenhaus. John Carey, 3. Baron Hunsdon erwarb es nach dem Tode Langleys und verpachtete es 1603 an Bess Holland. Es war umgeben von einem Wassergraben, besaß eine kleine Zugbrücke und ein Fallgatter. Zwar verbot Heinrich VIII. in den 1540er Jahren die Dirnenhäuser auf der Bankside, jedoch währte dieses Verbot nicht lange.

## Londoner Lehrbuben
Das Bordell kam zu Beginn des Jahres 1631 ins Gerede, als es am Fastnachtsdienstag (engl. Shrove Tuesday) von den Lehrlingen Londons gestürmt und verwüstet wurde. Shrove Tuesday ist für die jungen Auszubildenden ein freier Tag, den sie gerne damit verbringen ausgelassen herumzustreifen und dabei allzu oft verwüstenden Unfug anrichten. Diesem zweifelhaften Brauch fiel 1617 auch das Cockpit Theatre zum Opfer. Bordelle waren hierbei ein wiederkehrendes Ziel der randalierenden Lehrlinge.

## Schließung
Im Dezember 1631 ordnete König Karl I. an, dass das Haus geschlossen werden sollte und schickte Soldaten um die Anordnung durchzuführen. Bess Holland zog die kleine Brücke über dem Wassergraben hoch. Dadurch sollen die Soldaten ins Wasser gefallen sein und wurden von den Beschäftigten des Hauses zudem mit Exkrementen übergossen. Das Bordell wurde einen Monat lang abgeriegelt und belagert und im Januar 1632 endgültig geschlossen. Holland gelang die Flucht und sie eröffnete an anderer Stelle ein neues Bordell.
Das Herrenhaus wurde in den Jahren 1688 bis 1699 „beggars hall“ („Bettlerwohnheim“) bezeichnet, was darauf hindeutet, dass es ein Armenquartier war. Im Jahr 1821 erinnerten sich noch mehrere sehr alte Bewohner der Gemeinde Christchurch daran, dass es in ihrer Kindheit ein erhöhtes Gelände in einer rechteckigen Form namens Holland’s Leaguer gab, angrenzend an die Holland Street und benachbarte Häuser, umgeben von gezeitenbedingter Überflutung einer nahen Schleuse („Cat’s Dock“). Über eine Reihe alter und verrotteter Steinstufen konnte man es betreten und fand hier ein Haus und mit Müll übersäte Brachflächen vor.

## Zeitgenössische Darstellungen
Die Belagerung des Holland’s Leaguer wurde in dem Pamphlet Holland’s Leaguer von Nicholas Goodman dargestellt. Ebenso in dem Theaterstück gleichen Namens von Shackerley Marmion. Auch die Ballade „News from Holland’s Leaguer“ von Laurence Price behandelt das berühmte Etablissement am Themsesufer.